# هری جی
هری جی (انگلیسی: Harry Gee؛ ۲۵ دسامبر ۱۸۹۵ – 1991 (aged 95 or 96)) بازیکن فوتبال اهل بریتانیا بود.
از باشگاه‌هایی که در آن بازی کرده‌است می‌توان به باشگاه فوتبال اکستر سیتی و باشگاه فوتبال برنلی اشاره کرد.